# Charles Soludo
Charles Chukwuma Soludo, CFR (28 de julio de 1960) es un profesor de Economía nigeriano. Fue gobernador y presidente de la Junta directiva del Banco Central de Nigeria (CBN, por sus siglas en inglés), desde el 29 de mayo de 2004. También ha sido asesor del ministerio británico de Cooperación y Desarrollo Internacional. El 9 de noviembre de 2021, Soludo, en representación de la Grande Alianza de Todos los Progresistas, fue declarado ganador de las elecciones para gobernador del estado de Anambra en 2021, derrotando a sus rivales más cercanos del PDP y la APC, Valentine Ozigbo y Emmanuel Nnamdi Uba, respectivamente.

## Biografía
Charles Soludo ha sido colaborador e investigador visitante en el Fondo Monetario Internacional (FMI), la Universidad de Cambridge, la Institución Brookings, la Universidad de Warwick o la Universidad de Oxford, así como profesor visitante en Swarthmore College (Estados Unidos). También ha trabajado como consultor para varias organizaciones internacionales, tales como el Banco Mundial, la Comisión Económica de Naciones Unidas para África o el Programa de Desarrollo de Naciones Unidas.
Soludo es un experto en el ámbito de la macroeconomía. Obtuvo tres grados y, a continuación, la cátedra en la Universidad de Nigeria, campus de Nsukka, Enugu. Se graduó en 1984; a continuación cursó un máster en Economía en 1987 y un doctorado en 1989, destacando en los tres niveles. Ha trabajado en todos los campos de la investigación, la docencia y la auditoría, en disciplinas tales como la modelización macroeconométrica multinacional, técnicas de modelado de equilibrio general computable, metodología de encuestas y econometría de datos, entre otros. Soludo es coautor y coeditor de una docena de libros sobre estos temas. En 1998, Soludo fue nombrado profesor de Economía de la Universidad de Nigeria; al año siguiente se convirtió en profesor visitante en Swarthmore College, en Swarthmore, Pensilvania.

### Gobierno
Soludo se unió al gobierno federal en 2003. Antes de su nombramiento para la presidencia bancaria, en mayo de 2004, ocupó los cargos de Asesor Económico Principal del expresidente Obasanjo y Director Ejecutivo de la Comisión Nacional de Planificación de Nigeria. En enero de 2008, en un discurso ante la Sociedad Económica de Nigeria, predijo la consolidación de la banca privada, diciendo que «para fines de 2008, habrá menos bancos de los que existen hoy. La reestructuración de la industria bancaria ha atraído fondos de inversores locales y extranjeros, que han aumentado la capacidad de los bancos de prestar dinero a los clientes». Soludo trabaja para que Nigeria se convierta en el centro financiero de África, y considera que las microfinanzas son importantes para las políticas económicas del gobierno federal.
El 9 de noviembre de 2021, Soludo, en representación de la Grande Alianza de Todos los Progresistas, fue declarado ganador de las elecciones para gobernador del estado de Anambra en 2021, derrotando a sus rivales más cercanos del PDP y la APC, Valentine Ozigbo y Emmanuel Nnamdi Uba, respectivamente.

## Estafa nigeriana
El nombre de Charles Soludo es frecuentemente citado en algunos correos trampa que demandan a una supuesta víctima la cuenta bancaria y las claves de acceso a cuentas bancarias privadas. Se la conoce como la estafa Estafa nigeriana.